# Heston Blumenthal

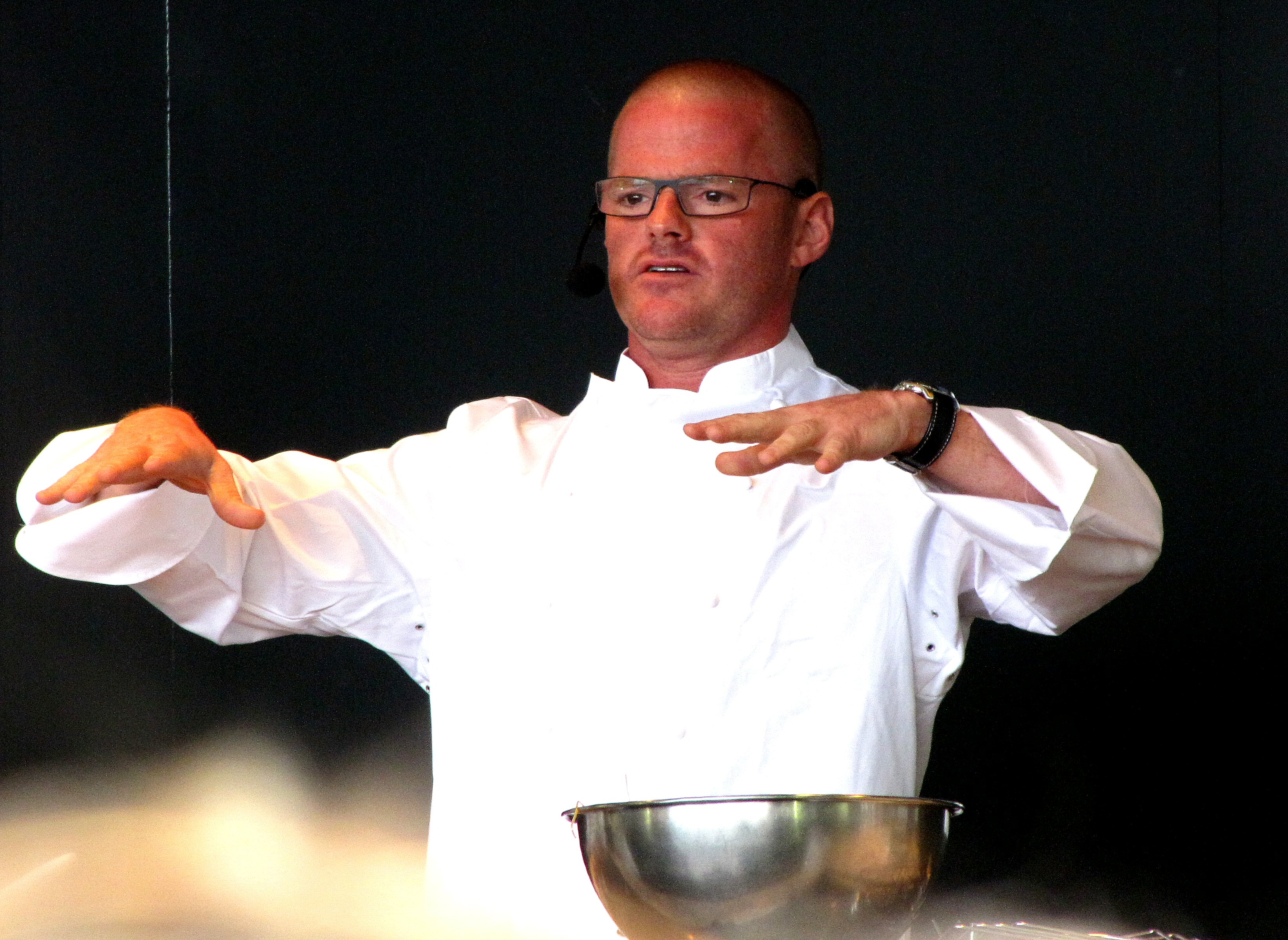
Heston Blumenthal, 2010
Taste of London Festival

Heston Blumenthal, OBE (* 27. Mai 1966 in London) ist ein britischer Gastronom. Er ist Küchenchef und Inhaber des Restaurants „The Fat Duck“ in Bray, Berkshire, das mit drei Michelin-Sternen ausgezeichnet wurde.

## Leben
Im Alter von 16 Jahren entdeckte Blumenthal während eines Frankreich-Urlaubs die gehobene Gastronomie. Er eignete sich seine Kochkenntnisse selbst an, erwarb 1995 den 450 Jahre alten Pub „The Bell“ in der Ortsmitte von Bray und benannte es in „The Fat Duck“ um. Blumenthal kocht dort klassische französische Bistrogerichte. In enger Zusammenarbeit mit dem  Physikprofessor Peter Barham von der University of Bristol versuchte er, die wissenschaftlichen Grundlagen des Kochens zu verstehen und die so erarbeiteten Grundlagen bei seinen Gerichten anzuwenden. Er gehörte zu den ersten Köchen, die die Grundsätze der Molekularküche nutzten.
Anfang 2001 nahm Blumenthal eine sechsteilige Fernsehserie unter dem Titel Kitchen Chemistry auf. Im gleichen Jahr erschien sein erstes Kochbuch, Family Food. 2006 erschien In Search of Perfection, das Begleitbuch zur gleichnamigen BBC-Fernsehserie, in der Blumenthal Küchenklassiker neu erfindet. Blumenthal schrieb auch Kolumnen für den Weekend Guardian und das Sunday Times Style Magazine. 2004 erwarb er das Pub „Hinds Head“ in Bray, in dem er traditionelle englische Gerichte serviert. 
Von 2007 bis 2008 veränderte er das Speisenangebot der britischen Fastfood-Kette Little Chef und wurde dabei von einem Kamerateam von Channel 4 begleitet. Später wurden jedoch alle von Blumenthal eingeführten Gerichte wieder von der Menükarte gestrichen. Ein Sprecher der Kette erklärte: Das Problem war, dass niemand an seinen Gerichten interessiert war, keines davon wurde beliebt.

## Publikationen
- Heston Blumenthal at home. Bloomsbury Publishing, London 2011, 408 Seiten, gebunden, ISBN 978-1408804407.
- Big Fat Duck Cookbook. Bloomsbury Publishing, London 2009, 532 Seiten, gebunden, ISBN 978-0747597377. (Die Ausgabe ISBN 978-0747583691 mit Schuber, Goldrand, Lesebändchen erhielt den British Book Award: Stora Enso Design and Production Award 2009.)
- Total Perfection. In Search of Total Perfection. Bloomsbury Publishing, London 2009, 496 Seiten, ISBN 978-1408802441.
- Further Adventures in Search of Perfection. Bloomsbury Publishing, London 2007, ISBN 978-0747594055.
- In Search of Perfection. Reinventing Kitchen Classics. Bloomsbury Publishing, London 2006, ISBN 978-0747584094. (Nach der gleichnamigen BBC 2-Serie)

## Fernsehserien
- Hestons Fastfood Albtraum (OT: Big Chef Takes On Little Chef). Dokumentation, Großbritannien (2 × 3 Teile), 2009, Deutschland (4 Teile à 45 Min.), 2010, Produktion: Channel 4, deutsche Erstausstrahlung: 29. Oktober 2010 auf RTL Living. Inhalt: Dokumentation zu Blumenthals Bemühungen, den Speiseplan der britischen Fastfood-Kette Little Chef zu verbessern.
- Hestons Festmahle (OT: Heston's feast). Mehrteilige Reihe von Kochsendungen, Großbritannien, 2009, Produktion: Channel 4, deutsche Erstausstrahlung: 27. August 2010 auf RTL Living. Inhalt: Blumenthal kreiert Festmahle zu verschiedenen Epochen, traditionelle Gerichte kombiniert er mit neuen Ideen.
- Kochen wie Heston Blumenthal (OT: How To Cook Like Heston). Deutsche Erstausstrahlung: 22. November 2012 auf RTL Living, später auch auf RTL Nitro. Inhalt: Sechsteilige Kochsendung, die sich mit der Zubereitung jeweils einer Grundzutat beschäftigt (Eier, Huhn, Rindfleisch, Schokolade, Käse, Kartoffeln).